# Duch Filharmonii
Duch Filharmonii - (ang. The Ghost of Faffner Hall) – brytyjski serial animowany. Swoją premierę miał 11 września 1989. 

## Fabuła
Serial utrzymany w klimacie twórczości znanego lalkarza, ojca słynnych Muppetów. Występują lalki Jima Hensona oraz zaproszeni goście. Miejscem akcji są szacowne mury filharmonii. Właśnie zjawia się jej nowy właściciel, Farkas Faffner. Stali mieszkańcy pokazują mu niezwykle cenne instrumenty, znani muzycy demonstrują ich brzmienie. Wkrótce okazuje się jednak, że Farkas nie jest wcale miłośnikiem muzyki. Po prostu chce sprzedać instrumenty, by na tym dobrze zarobić. Na szczęście, sprawę bierze w swoje ręce duch założycielki filharmonii, Fugetty Faffner.

## Spis odcinków
| Nr             | Polski tytuł                   | Angielski tytuł                        |
| -------------- | ------------------------------ | -------------------------------------- |
|                |                                |                                        |
| SERIA PIERWSZA |                                |                                        |
|                |                                |                                        |
| 01             | Twoje ciało jest instrumentem  | Your Body Is An Instrument             |
|                |                                |                                        |
| 02             | Rozkoszne dźwięki              | Delighting In Sounds                   |
|                |                                |                                        |
| 03             | Muzyka to dźwięki              | Sounds Become Music                    |
|                |                                |                                        |
| 04             | Nie wystarczy tehnika, by grać | Music Is More Than Technique           |
|                |                                |                                        |
| 05             | Twój głos jest instrumentem    | The Voice Is An Instrument             |
|                |                                |                                        |
| 06             | Moc dźwięków                   | Reacting To Sounds                     |
|                |                                |                                        |
| 07             | To instrument, skoro gra       | If You Can Play It, It's An Instrument |
|                |                                |                                        |
| 08             | Improwizacja                   | Improvised Sound                       |
|                |                                |                                        |
| 09             | Notacja: dźwięk zapisany       | Notation: The Sign That Gets The Sound |
|                |                                |                                        |
| 10             | W poszukiwaniu nowych dźwięków | Discovering New Sounds                 |
|                |                                |                                        |
| 11             | Muzyka zbliża                  | Music Brings Us Together               |
|                |                                |                                        |
| 12             | Potęga muzyki                  | The Power Of Music                     |
|                |                                |                                        |
| 13             | Grać każdy może                | Anyone Can Make Music                  |
|                |                                |                                        |